# Pendu (jeu)
 (décembre 2021).
Si vous disposez d'ouvrages ou d'articles de référence ou si vous connaissez des sites web de qualité traitant du thème abordé ici, merci de compléter l'article en donnant les références utiles à sa vérifiabilité et en les liant à la section « Notes et références ».

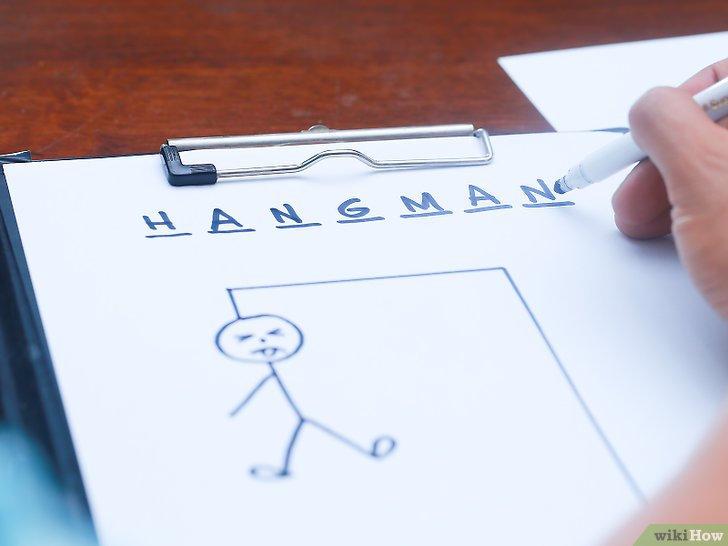
Jeu du pendu.

Le pendu est un jeu consistant à trouver un mot en devinant quelles sont les lettres qui le composent. Le jeu se joue traditionnellement à deux, avec un papier et un crayon, selon un déroulement bien particulier. Plus récemment, il peut aussi se jouer en ligne contre un ordinateur.
Le dessin une fois terminé montre une scène d'exécution par pendaison dans laquelle un bonhomme allumette représente le pendu.

## Déroulement
Les deux joueurs dans cet exemple s'appellent Stéphane et Julien :
- Julien pense à un mot et dessine une rangée de tirets, chacun correspondant à une lettre de ce mot.
- Stéphane annonce une lettre.
- La lettre fait elle partie du mot ? 
  - Oui : Julien l'inscrit à sa place autant de fois qu'elle se trouve dans le mot.
  - Non : Julien dessine le premier trait du pendu.
- Le jeu se poursuit jusqu'à ce que :
  - Stéphane gagne la partie en trouvant toutes les lettres du mot et/ou en le devinant correctement.
  - Julien gagne la partie en complétant le dessin du pendu.

## Exemple de jeu
| Partie en 10 coups                       | Stéphane | Programme     |
| ---------------------------------------- | -------- | ------------- |
|                                          |          | — — — — — — — |
| 1                                        | « T »    | — — T — — — — |
| 2                                        | « S »    |               |
| 3                                        | « O »    | — O T — — O — |
| 4                                        | « G »    |               |
| 5                                        | « B »    |               |
| 6                                        | « M »    |               |
| 7                                        | « R »    | — O T — R O — |
| 8                                        | « L »    |               |
| 9                                        | « V »    |               |
| Stéphane a perdu -- le mot était potiron |          |               |

## Intérêt
Il est occasionnellement pratiqué dans les salles de classe où un élève au tableau joue contre l'ensemble de ses camarades, en dessinant à la craie ou au feutre, mémorisant ainsi du vocabulaire d'une manière ludique tout en corsant plus ou moins la difficulté du jeu.

## Variantes

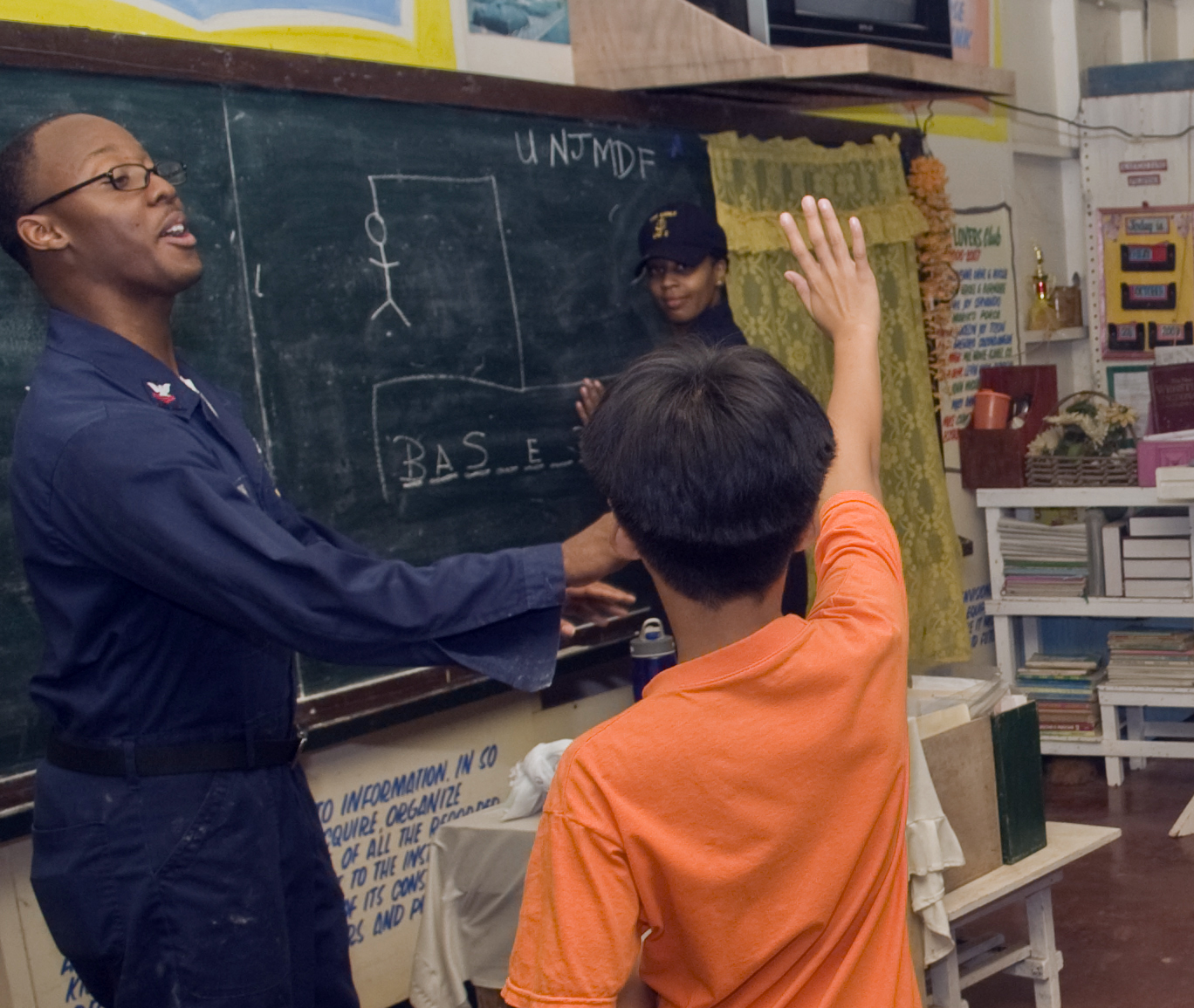
Jeu du pendu où la potence est en train d'être tracée.

Le nombre de coups peut varier aussi en fonction du nombre de traits qui composent le dessin. On peut par exemple augmenter leur nombre en dessinant pendant la partie non seulement le pendu, mais aussi la potence, ce qui augmenterait les chances de Stéphane 
dans l'exemple ci-dessus. Le choix du degré de composition du dessin correspond ainsi au niveau de difficulté.
Il existe un grand nombre de jeux consistant à deviner les lettres manquantes d'un mot, comme les mots croisés ou certains jeux télévisés populaires. L'origine du jeu du pendu est inconnue. En Grande-Bretagne, il semble avoir fait son apparition pendant l'époque victorienne, vers la fin du XIXe siècle.